# トゥオンスアン県
トゥオンスアン県（トゥオンスアンけん、ベトナム語：Huyện Thường Xuân / 縣常春? ）は、ベトナム社会主義共和国タインホア省の県。面積は1,107.17 km²、人口は104,920人（2018年）である。

## 行政区画
1市鎮15社を管轄する。